# Óleo de buriti

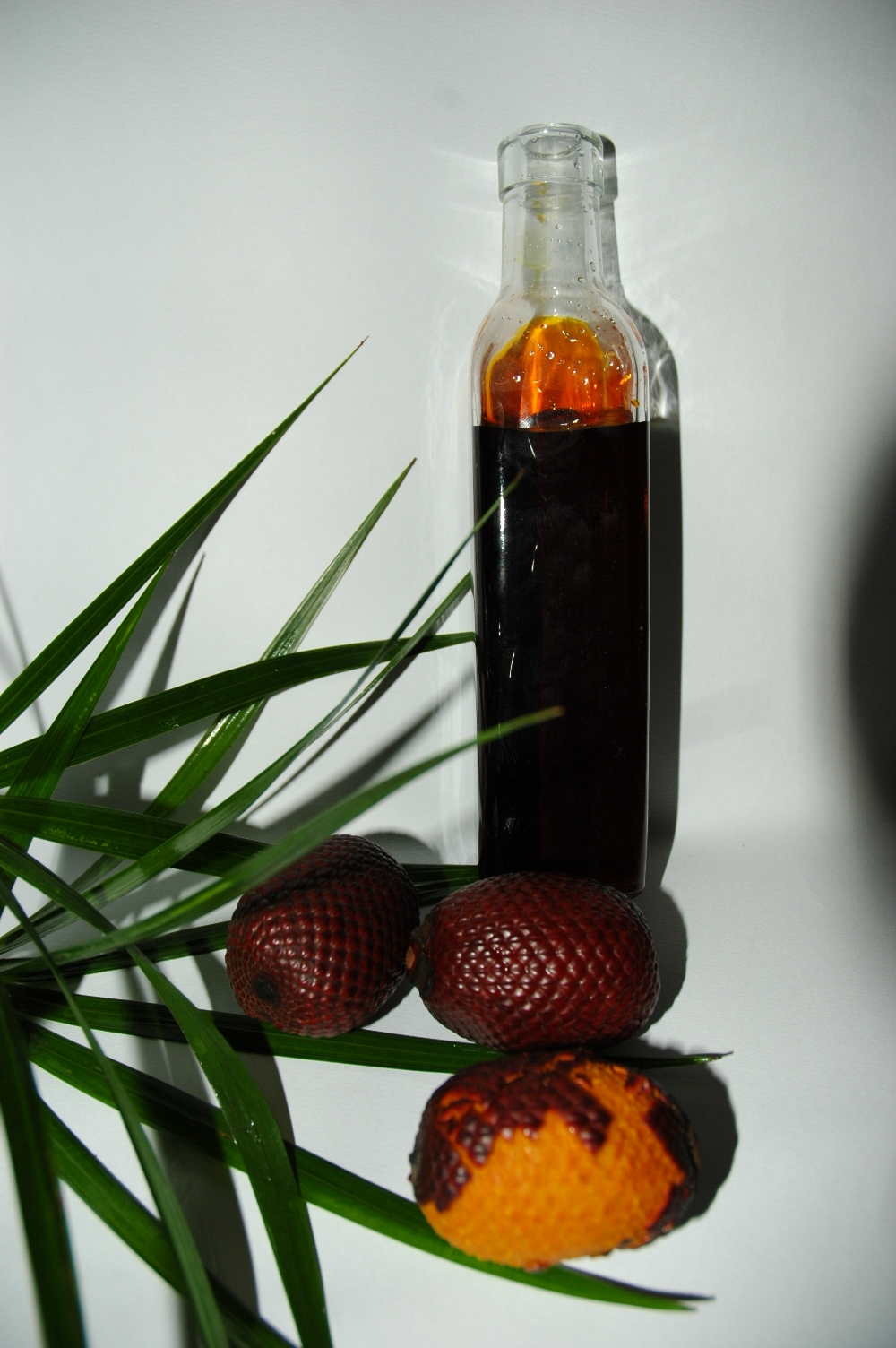
Óleo virgem de buriti

O óleo de buriti é um óleo vegetal comestível e com sabor e aroma agradáveis. É conhecido no Brasil por suas propriedades medicinais e é comumente utilizado pela medicina popular. O óleo tem propriedade de manter a pele revitalizada por conta de suas propriedades energizadoras e emolientes. O óleo  possui um eficiente filtro solar que diminui o ressecamento da pele e também possui propriedades que proporcionam elasticidade para a pele e combate o envelhecimento.

## Extração
O processamento do óleo de buriti se inicia com a coleta dos frutos e seu processamento precisa ser realizado rapidamente, porque os frutos amadurecem rapidamente após a colheita (entre 12 e 24 horas) e isso aumenta a acidez do óleo. Quanto mais ácido o óleo, mais difícil de vendê-lo. Por isso, realiza-se a coleta de uma quantidade que possa ser processada no mesmo dia.
A extração do óleo pode ser realizada por diferentes métodos, dentr eles:
- Extração Artesanal: mais utilizada pela população ribeirinha por ser a de menor custo, mas também é a de menor rendimento (4,01%);
- Extração por Prensagem Hidráulica: bom rendimento (21,50%), não utiliza energia elétrica nem solventes, utiliza uma prensa e um cilindro extrator;
- Extração Mecânica; e
- Extração por Solvente: de maior rendimento (23,55%), mas gera resíduos químicos e utiliza energia.

## Usos
Comunidades sertanejas, indígenas e quilombolas utilizam o óleo de buriti para cicatrização de ferimentos, queimaduras, no tratamento da gripe e também para picada de animais peçonhentos.  O óleo tem atividade antibacteriana e cicatrizante, aumentando fibroblastos e fibras colágenas em feridas tratadas com ele.

## Características
Características físico-químicas do óleo do fruto do buriti[carece de fontes?]
| Índice                     | Unidades | Valores de referência |
| -------------------------- | -------- | --------------------- |
| Índice de refração (40 ºC) | -        | 1,455 - 1,475         |
| Índice de Iodo             | gl2      | 50 - 75               |
| Índice de Saponificação    | mg KOH\g | 180 - 200             |
| Densidade (20 ºC )         | gr\ltr   | 0,9 - 0,95            |
| Ponto de fusão             | ºC       | 25 - 28               |

Composição dos ácidos graxos do óleo do fruto de buriti
| Ácidos graxos    | Unidade | Composição |
| ---------------- | ------- | ---------- |
| Ácido palmítico  | % peso  | 17 - 19    |
| Ácido esteárico  | % peso  | 1,5 - 6,0  |
| Ácido oleico     | % peso  | 55 - 75    |
| Ácido linoleico  | % peso  | 10 - 15    |
| Ácido linolênico | % peso  | < 2        |
| Saturado         | %       | 22         |
| Insaturado       | %       | 78         |